# Заварзін Володимир Вікторович
Володимир Вікторович Заварзін (рос. Владимир Викторович Заварзин; 26 січня 1989, м. Москва, СРСР) — російський хокеїст, нападник. 
Вихованець хокейної школи «Крила Рад» (Москва). Виступав за: «Крила Рад» (Москва), МХК «Крила», ХК «Рязань», «Фенікс» (Воскресенськ), «Хімік» (Воскресенськ), СКА-1946 (Санкт-Петербург), ХК «Рязань», «Рубін» (Тюмень).